# Juan Asencio
Juan Asencio es un barrio ubicado en el municipio de Aguas Buenas en el estado libre asociado de Puerto Rico. En el Censo de 2010 tenía una población de 2819 habitantes y una densidad poblacional de 173,79 personas por km².

## Geografía
Juan Asencio se encuentra ubicado en las coordenadas 18°15′46″N 66°9′52″O / 18.26278, -66.16444. Según la Oficina del Censo de los Estados Unidos, Juan Asencio tiene una superficie total de 16.22 km², que corresponden a tierra firme.

## Demografía
Según el censo de 2010, había 2819 personas residiendo en Juan Asencio. La densidad de población era de 173,79 hab./km². De los 2819 habitantes, Juan Asencio estaba compuesto por el 77.01% blancos, el 8.97% eran afroamericanos, el 1.14% eran amerindios, el 10.22% eran de otras razas y el 2.66% pertenecían a dos o más razas. Del total de la población el 99.43% eran hispanos o latinos de cualquier raza.